# Nitroglycol
Le nitroglycol ou plus précisément le dinitrate d'éthylène glycol (1,2-dinitroxyéthane) est  un composé organique issu de la nitration de l'éthylène glycol. C'est un liquide huileux jaunâtre et explosif. Il est similaire à la nitroglycérine dans ses propriétés et dans la façon dont il est synthétisé, mais il est plus volatil, et moins visqueux.

## Propriétés
Le nitroglycol se décompose en oxydes d'azote en explosant à 172 °C.